# یوهان ویلهلم رانگل
یوهان ویلهلم رانگل (انگلیسی: Johan Wilhelm Rangell؛ ۲۵ اکتبر ۱۸۹۴ – ۱۲ مارس ۱۹۸۲) یک سیاست‌مدار اهل فنلاند بود.